# 阿南工業高等専門学校
阿南工業高等専門学校（あなんこうぎょうこうとうせんもんがっこう、英称:National Institute of Technology, Anan College）は、徳島県にある日本の国立高等専門学校。1963年に設置された。

## 沿革
- 1963年 機械工学科（2学級）と電気工学科（1学級）を設置。
- 1967年 土木工学科（1学級）を設置。
- 1989年 機械工学科（2学級）を機械工学科（1学級）と制御情報工学科（1学級）に改組。
- 1993年 土木工学科を建設システム工学科に改組。
- 1996年 専攻科（構造設計工学専攻，電気・制御システム工学専攻）が設置。
- 2002年 電気工学科を電気電子工学科に改称。
- 2014年 機械工学科・電気電子工学科・制御情報工学科・建設システム工学科を創造技術工学科に改組。機械コース、電気コース、情報コース、建設コース、化学コースの1学科5コース制度を導入。
- 2019年 専攻科(構造設計工学専攻,電気・制御システム工学専攻)が創造技術システム工学専攻(機械システムコース・電気電子情報コース・建設システムコース・応用化学コース)に改組、4コース制度を導入。

## 学科

### 本科（準学士課程・短大卒相当）

#### 創造技術工学科
阿南工業高等専門学校では、2014年度より1学科5コース制を採用しており、1年次は混合学級で、学生の希望や適正、学業成績に基づき、2年次にコース配属が行われる。コース配属の際、推薦選抜（各コースの定員の半分）で入学した学生は、学業成績にかかわらず推薦された専門コースに配属されること可能。なお、各コースには定員が設定されている。
- 機械コース(M) : 定員36名
- 電気コース(E) : 定員36名
- 情報コース(I) : 定員38名
- 建設コース(C) : 定員24名
- 化学コース(Z) : 定員26名

### 専攻科（学士課程・大卒相当）
2019年度より、4コース制を採用している。

#### 創造技術システム工学専攻
- 機械システムコース(AM)
- 電気電子情報コース(AE)
- 建設システムコース(AC)
- 応用化学コース(AZ)

## 学生生活

### 教育
- 高専の教育課程は、他の教育機関と比して、専門科目に熱く、一般科目に浅いのが特徴である。
- 高専での高校課程の学習指導者は、高等学校教諭一種免許状が必須ではない。
- 進級に必要な単位数が認定されなかった場合、留年措置となり、休学がなければ１～３学年で6年、４～５年で４年以上在籍すると退学になる。

### 制服
- 本科1年次から3年次までは、制服登校が義務付けられている。本科4年、5年、専攻科の学生は私服登校可能となっている。
- 制服は、紺を基調としたブレザーである。

## 出身者
- 桂七福（落語家）

## 交通アクセス

### 鉄道
- JR四国牟岐線　見能林駅下車徒歩10分、本数少
- JR四国牟岐線　阿南駅下車徒歩30分、自転車で10分

### バス
- 徳島バス橘線　阿南工専前下車すぐ